# 疫苗獎勵
疫苗獎勵是指由政府、企業、或其他民間組織，為了推廣市民注射疫苗，而設立的獎勵計劃。
常見的疫苗獎勵計劃包括有：
- 疫苗抽獎
- 免費疫苗
- 疫苗假期
- 給予已注射疫苗人士有消費折扣優惠
- 給予已注射疫苗人士小額現金
- 給予已注射疫苗人士的禮物